# Élection présidentielle de 2021 en république du Congo
L’élection présidentielle de 2021 en république du Congo a lieu le 21 mars 2021, afin d'élire le président de la république du Congo pour un mandat de cinq ans.
Le principal opposant Guy Brice Parfait Kolélas meurt des suites de la Covid-19 le lendemain du scrutin, tandis que le président sortant Denis Sassou-Nguesso remporte sans surprise l'élection dès le premier tour.

## Contexte
Au pouvoir de 1979 à 1991 puis à partir de 1997 dans le contexte d'une guerre civile, le président sortant Denis Sassou-Nguesso est candidat à sa réélection, la nouvelle constitution approuvée par référendum en octobre 2015 ne prenant pas en compte ses précédents mandats, normalement limités à deux. 

## Système électoral
Le président de la république du Congo est élu au scrutin uninominal majoritaire à deux tours pour un mandat de cinq ans renouvelable deux fois. Est élu le candidat qui réunit la majorité absolue des suffrages exprimés au premier tour. À défaut, les deux candidats arrivés en tête s'affrontent lors d'un second tour organisé vingt et un jours après la proclamation des résultats du premier par la Cour constitutionnelle, et celui réunissant le plus de suffrages est déclaré élu.

## Campagne
Sept candidats sont en lice. Sassou-Nguesso est désigné candidat du Parti congolais du travail (PCT) à l'issue d'un congrès organisé en décembre 2019,, et annonce sa candidature le 23 janvier 2021. Sa réélection est considérée faire l'objet de très peu d'incertitudes.
Guy Brice Parfait Kolélas est désigné candidat de l’Union des démocrates humanistes Yuki (UDH-Yuki) le 1er février.
La campagne électorale commence le 5 mars 2021, sous l'égide de la  Commission nationale électorale indépendante (CNEI). Comme en 2016, l'accès à internet et aux réseaux sociaux est coupé dans le pays dès le jour du scrutin.

## Résultats
|                          | Denis Sassou-Nguesso          | PCT                      | 1 539 725 | 88,40 |  |  |
|                          | Guy Brice Parfait Kolélas     | UDH-Yuki                 | 138 561   | 7,96  |  |  |
|                          | Mathias Dzon                  | UPRN                     | 33 497    | 1,92  |  |  |
|                          | Joseph Kignoumbi Kia Mboungou | LC                       | 10 718    | 0,62  |  |  |
|                          | Dave Mafoula                  | LS                       | 9 143     | 0,52  |  |  |
|                          | Albert Oniangué               | SE                       | 6 977     | 0,40  |  |  |
|                          | Anguios Nganguia Engambé      | PAR                      | 3 157     | 0,18  |  |  |
|                          |                               |                          |           |       |  |  |
| Votes valides            | Votes valides                 | Votes valides            | 1 741 778 | 98,03 |  |  |
| Votes blancs et nuls     | Votes blancs et nuls          | Votes blancs et nuls     | 35 008    | 1,97  |  |  |
| Total                    | Total                         | Total                    | 1 776 786 | 100   |  |  |
| Abstention               | Abstention                    | Abstention               | 868 497   | 32,83 |  |  |
| Inscrits / participation | Inscrits / participation      | Inscrits / participation | 2 645 283 | 67,17 |  |  |

## Décès de Guy Brice Parfait Kolélas
Testé positif au Covid-19 l'avant-veille du scrutin, Guy Brice Parfait Kolélas est évacué dans l'après midi du 21 mars vers la France pour y recevoir des soins mais meurt peu après minuit dans l'avion médicalisé qui le transportait, quelques heures après avoir publié une vidéo dans laquelle il affirmait « se battre contre la mort »,,.

## Conséquences
Denis Sassou-Nguesso est réélu sans surprise dès le premier tour à une large majorité de 88 % suffrages au cours d'un scrutin aux allures de plébiscite. Malgré l'observation d'une faible présence d'électeurs aux bureaux de vote, relayée par les médias internationaux, le taux de participation officiel s'établit à un peu plus de 67 % des inscrits, en légère baisse par rapport à 2016,,. Le 6 avril, la Cour constitutionnelle entérine la réélection de Denis Sassou-Nguesso après avoir rejeté les recours de l'opposition.